# ジウ (小説)
『ジウ』は、誉田哲也による日本の警察小説。
- 『ジウI 警視庁特殊犯捜査係【SIT】』
- 『ジウII 警視庁特殊急襲部隊【SAT】』
- 『ジウIII 新世界秩序【NWO】』

から成る三部作。
中央公論社のC★NOVELSから1作目が刊行された際は、単に『ジウ 警視庁特殊犯捜査係』というタイトルで、三部作だとは明かされていなかった。刊行された際「新しい警察小説の誕生」と大反響を呼んだ。〈ジウ〉サーガの始まりの物語であり、以降『国境事変』、『ハング』、『歌舞伎町セブン』に続いていく。
「カンヌ」の異名を取る27歳の門倉美咲と、格闘技に長けた肉体派の25歳の伊崎基子の2人の女性警察官を主人公に巨大な犯罪組織「新世界秩序」の戦いを描く。
2011年7月 - 9月にテレビ朝日により『ジウ 警視庁特殊犯捜査係』のタイトルでドラマ化された。

## あらすじ
ジウI
特殊犯捜査係【SIT】に所属する美咲と基子。水と油のように対立的な2人だったが、ある日発生した人質籠城事件で無様を晒した美咲は所轄署へ飛ばされ、数ヶ月前に発生した児童誘拐事件の継続捜査本部に加えられる。逆に人質籠城事件で手柄を上げた基子は女性初のSAT隊員に任じられる。
籠城犯・岡村の供述で、誘拐事件の主犯が中国人の少年・ジウであることが判明する。ジウの潜伏先を探していた捜査本部は、ある痕跡から1軒の廃墟のホテルに目星を付け張り込みを開始する。そこで発生した新たな誘拐事件。SATが出動し事件は解決するが、SATの警官1人が殉職し、ジウも犯人の中にはいなかった。
ジウII
誘拐事件の犯人5人を1人で制圧した基子は、巡査部長に特進するが、上層部の事情で所轄署へ異動となる。記者の木原からジウの存在を聞かされた基子は、木原と共に独自にジウを捜索することを決め、やがて基子はジウと相対する。だが、ジウの俊敏な動きに勝つことが出来ずに拉致され、「新世界秩序」のミヤジという男に組織に協力するよう要請される。
誘拐犯・竹内の供述から、事件に「新世界秩序」という謎の理念を持つ組織が存在すること、ジウもまたその組織に関係していることが判明する。捜査本部の東に接触してきた公安部からの情報により、最近頻発する軽微な事件でも「新世界秩序」と供述する者が多くいたことを知らされるが、その全容は依然として不明だった。
間もなく、竹内とジウの接点を作った男が信用金庫に人質を取って立てこもる。SITの説得に応じるどころか、回線さえ繋がらない膠着状態が3日続き、SATの突入が決まる。突入後大爆発が起こり、SATの1個小隊が壊滅する。
ジウIII
壊滅したSATを早急に再編するため、基子は再びSATへ舞い戻り、制圧一班の班長に任じられる。優秀な部下5人を得て訓練に励む基子だったが、5人は全員ミヤジの手先であった。衆議院議員の選挙応援演説の警備を担当することになった基子は、ミヤジの指示通り応援に駆けつけていた内閣総理大臣を拉致する。それとほぼ同時に、歌舞伎町に通じる全ての道路が一斉に封鎖され、歌舞伎町は孤立した「新世界」となり、暴徒と化した人々が銃撃戦を繰り広げる。
歌舞伎町を封鎖したミヤジは総理大臣を人質に、歌舞伎町の治外法権を認めるよう要求する。思ってもいなかったテロ事案、しかも総理大臣を拉致したのが現役のSAT隊員であると判明し、警察幹部は戦々恐々する。だが、美咲と小野（基子の上司）は、基子がそんなことをするはずがないと直感し、たった2人で封鎖された歌舞伎町へ乗り込む。

## 登場人物

### 主要人物
門倉 美咲（かどくら みさき）〈27〉
SIT→碑文谷署生活安全課少年係（特別に捜査本部に加わる）
巡査。身長171cm。目白署交通課時代に盗犯係長に見込まれ刑事になった。心優しい性格で涙もろく、すぐに感情移入をしてしまう。合同訓練で見せた見事な泣きの演技が捜査一課幹部の好評を得て、カンヌというあだ名を付けられる。実家は台東区で豆腐屋を営んでいる。
SIT所属時に発生した人質籠城事件で初めて犯人への単独接触を任されるが、犯人に服を脱がされ、下着姿で拘束されてしまう。マスコミにレイプされたかのように報道され、結果的に醜態を晒したと見なされ、碑文谷署生活安全課少年係へ異動となるが、麻井の働きかけにより特例で「利憲くん事件」の捜査本部に加わることに。捜査本部で組むことになった東の顔は好みのタイプで、彼の無自覚な言動にドキドキさせられることもしばしば。
伊崎 基子（いざき もとこ）〈25〉
SIT→SAT→上野署交通捜査係→SAT
巡査。体を鍛えるのが趣味の筋肉オタク。美咲のようなすぐ泣く女や、女を武器にするような女々しい事が嫌いで、周囲とも一定の距離を取って接している。人質籠城事件で犯人を取り押さえた功績を認められ、初の女性SAT隊員となる。警視庁入庁前には、レスリングで全国大会ベスト8、柔道でベスト16の成績を残し、高い戦闘能力を誇る。自分より強そうな人間を見るとまず「倒したい」と考え、人間の評価基準は「強いか弱いか」、常に目の前の人間をどうやって殺せるかを考えている。
SAT配属後、「沙耶華ちゃん事件」で1人で実行犯グループ5人を制圧した活躍により特進し巡査部長に昇任、上野署交通捜査係へ異動となる。記者の木原と独自にジウを追っていたところ、ミヤジと接触し「新世界秩序」への協力を求められる。信金爆破事件でSAT第一小隊が壊滅したため、再びSATへ舞い戻ることになり、第一小隊制圧一班の班長となる。同僚の雨宮とホテルで一夜を共にする。
ジウ
連続児童誘拐事件（「利憲くん事件」「沙耶華ちゃん事件」）の黒幕。
密入国中国人夫婦の間に生まれたヘイハイズ。約10年前に岡村に金を取る目的で誘拐されたが、金を要求する前に両親が入管に摘発され強制送還され、存在さえ知られないまま日本に取り残された。
金髪の美少年で見る人が見ればアイドルのような容貌。基子の記事を読んで基子に興味を持つ。
宮路 忠雄（みやじ ただお）
新潟の寒村の、ヒロポンの精製と売買を生業にする孤立した小さな集落で育った。町へ出た後、ヒロポンが金になることに気づき集落を襲撃、ヒロポンを強奪し、それを元に商売を始める。使い道に困るほどの大金を、高度経済成長期に不動産の購入に注ぎ込み、不動産王となった。その後、警察幹部、法曹界、経済界、中央省庁やマスメディアなど、様々な業界の人々に自らの思想「新世界秩序」を刷り込んでいった。後にジウと知り合い、パトロンのような存在になる。

### 警視庁

#### 捜査本部
東 弘樹（あずま ひろき）〈45〉
捜査一課殺人班三係主任。警部補。バツイチ。「利憲くん事件」の捜査方針を巡って班員とギクシャクしており、後から加わった美咲の存在に癒される。美咲が想いを仄めかしても全く気づかない鈍感なのに、無自覚に美咲が喜ぶようなことを言う。
2007年に刊行された『国境事変』にも登場する。続編の『歌舞伎町』シリーズでは主人公として登場。
沼口（ぬまぐち）
巡査部長。岡村逮捕後、次第に班の雰囲気は柔らかくなっていく中、一人ダルそうな態度を貫いていた。
荒木 雅治（あらき まさはる）
警部補。「武骨」という言葉が似合い過ぎる男。竹内ら起訴後の捜査本部に加わる。

#### 特殊捜査班【SIT】
美咲と基子が所属していた部署。
麻井 憲介（あさい けんすけ）
特殊犯捜査第二係長。警部。温厚な性格。美咲が多大な信頼を寄せる人物。
前島 景子（まえじま けいこ）〈46〉
特殊犯捜査第二係。巡査部長。既婚、子どもあり。
藤田 幹夫（ふじた みきお）〈33〉
特殊犯捜査第二係。巡査部長。「セクハラ大王」。
茂木 芳江（もぎ よしえ）〈32〉
特殊犯捜査第二係。巡査長。喋らなければ20代前半で通用する。変装の名人。
羽野（はの）
特殊犯捜査第一係長。警部。「正月の黒星」と呼ばれる「利憲くん事件」の失態を挽回しようと信金籠城事件に出動するが、突入直後の爆発で死亡する。

#### 特殊急襲部隊【SAT】
橘 義博（たちばな よしひろ）
SAT部隊長。警部。トカゲを思わせる爬虫類のような顔立ち。
小野 茂夫（おの しげお）
第一小隊長。警部補。見た目は30代半ば。信金爆破事件で隊が壊滅し、「呪われた第一小隊」と呼ばれるようになった。SATに復帰した基子の変化に気づき、隊規を犯して身分を明かした上で東に接触する。
雨宮 崇史（あまみや たかし）〈25〉
SAT第一小隊制圧二班。巡査。17歳までアメリカで育った。
臼井（うすい）
第一小隊制圧一班。巡査。訓練中に雨宮を誤射してしまい、基子に罵詈雑言を浴びせられ、以後トゲトゲしい態度に。
望月（もちづき）
第三小隊長。警部補。基子の異動後にSATが連続して出動する事件が相次ぎ、基子の存在そのものが不吉だと思っている。
白石 守（しらいし まもる）・平山（ひらやま）・吉田（よしだ）・三上（みかみ）・千葉（ちば）
信金爆破事件で第一小隊が壊滅したため、新たに配属された。基礎体力テストや拳銃検定など並外れて成績が良かった5名。基子率いる制圧一班に配属となり、白石は基子のバディに。全員ミヤジの手先であった。

#### その他
和田 徹（わだ とおる）
捜査一課長。警視正。かつて第二機動隊にいた。
西脇 吾郎（にしわき ごろう）
刑事部長。警視監。太田を目の敵にしている。
太田 信之（おおた のぶゆき）
警備部長。西脇より三期下。慇懃がネクタイを締めて歩いているような男。
松田 浩司（まつだ こうじ）
警備部第一課長。警視正。キャリア。
三田村（みたむら）
管理官。警視。
綿貫（わたぬき）
三係長。警部。
柿崎（かきざき）
捜査一課殺人班十一係主任。警部補。定年間近。何かと文句を垂れる。
石田 光雄（いしだ みつお）
捜査一課第二特殊犯捜査特別捜査二係主任。警部補。紳士的。東が成城署強行班にいた時の後輩。東に能力を見込まれ本庁へ。

### 児童連続誘拐事件
田辺 利憲（たなべ としのり）〈8〉
父親はIT企業社長。正月早々誘拐されるが、身代金がジウに渡り、生還した。救出後、切断された小指は手術で戻されるが、重度のPTSDでほとんど口を利かなくなっていた。無理に聞き出そうとしない美咲の優しさに触れ、事件のことを話し始める。
岡村 和紀（おかむら かずのり）〈42〉
無職。職務質問した警官を切りつけ、近くにいた主婦を人質に籠城した。この事件を機に、美咲は碑文谷署へ、基子はSATへ異動となった。逮捕後に、所持していた紙幣が「利憲くん事件」の身代金の番号と一致し、事件に関与したとされ再逮捕され、主犯であるジウについて知っていることを話し始める。
本木 沙耶華（もとき さやか）〈9〉
第二の誘拐事件の被害者。父親は経営コンサルタント。前都知事の孫娘。
宇田川 光浩（うたがわ みつひろ）〈53〉
新日本大学社会学部教授。文化と宗教の講義を受け持つ。イスラム文化に造詣が深い。
宇田川 舞（うたがわ まい）〈11〉
宇田川の娘。父親が中東へ出張中にジウらに誘拐されたが、母親の判断で警察には知らされず、身代金が払われ生還した。実行犯の内の中国人2人にレイプされるが、その2人を殺したジウに心酔してしまい、東らに聴取を受けた翌日に姿を消す。

### 新世界秩序
竹内 亮一（たけうち りょういち）〈29〉
「沙耶華ちゃん事件」の実行犯グループの一人。第一空挺団への所属経験もある元自衛官。空挺レンジャーの資格も持つ優秀な隊員で、除隊を希望した時も上司に慰留されたほど。犯行理由を「新世界秩序」の理想に従ったまでと供述。宇田川のことを調べるように示唆した翌朝、留置場で自殺する。
笹本 英明（ささもと ひであき）〈32〉
「沙耶華ちゃん事件」のメンバーの一人。衣料メーカーの元社員。ジウの通訳を務めていた。
西尾 克彦（にしお かつひこ）
練馬の第一師団第一普通科連隊に所属していた。隊員に麻薬を売りさばいていた。竹内にジウを紹介した張本人であり、竹内の逮捕後早々に姿を消したが、間もなく信用金庫に強盗に入り、人質を取って立てこもる。

### その他
木原 毅（きはら つよし）
金を貰えば何でも書くチンピラまがいのフリージャーナリスト。前科もある。基子の「沙耶華ちゃん事件」での活躍を記事にした後、基子にジウ捜索の協力を求める。
大沼 堅次郎（おおぬま けんじろう）
内閣総理大臣。消費税引き上げ法案が参議院で否決され、衆議院を解散した。選挙応援演説の最中に拉致される。

## 書籍情報
- ジウI 特殊犯捜査係【SIT】
  - C★NOVELS：2005年12月15日発行 ISBN 4-12-500923-6
  - 中公文庫：2008年12月20日発行 ISBN 978-4-12-205082-2
  - 中公文庫【新装版】：2021年1月25日発行 ISBN 978-4-12-207022-6
- ジウII 特殊急襲部隊【SAT】
  - C★NOVELS：2006年3月25日発行 ISBN 4-12-500935-X
  - 中公文庫：2009年1月25日発行 ISBN 978-4-12-205106-5
  - 中公文庫【新装版】：2021年2月25日発行 ISBN 978-4-12-207033-2
- ジウIII 新世界秩序【NWO】
  - C★NOVELS：2006年8月25日発行 ISBN 4-12-500951-1
  - 中公文庫：2009年2月25日発行 ISBN 978-4-12-205118-8
  - 中公文庫【新装版】：2021年3月25日発行 ISBN 978-4-12-207049-3

## テレビドラマ
『ジウ 警視庁特殊犯捜査係』（ジウ けいしちょうとくしゅはんそうさがかり）は、テレビ朝日系列の『金曜ナイトドラマ』枠（毎週金曜日23:15 - 翌0:15、JST）で2011年7月29日から9月23日まで放送された日本のテレビドラマ。
黒木メイサと多部未華子のW主演。黒木は本作が連続ドラマ初主演、多部は2011年1月期の『デカワンコ』（日本テレビ）から1クール置いて、再び刑事役で主演を務めた。

### キャスト

#### 主要人物
- 伊崎 基子巡査 → 巡査部長〈25〉（特殊犯捜査第二係制圧班 → 特殊急襲部隊 (SAT) 試験入隊 → 第一小隊制圧二班正式入隊 → 第一小隊制圧一班班長） - 黒木メイサ
- 門倉 美咲巡査 → 巡査部長〈25〉（特殊犯捜査第二係交渉班 → 警視庁柿の木坂警察署営利誘拐事件特別捜査本部） - 多部未華子
- 東 弘樹警部補〈40〉（殺人犯捜査第三係主任 営利誘拐事件特別捜査本部）→事件後は新宿署勤務 - 北村有起哉
- 雨宮 崇史巡査〈25〉（特殊急襲部隊 第一小隊制圧二班） - 城田優
- ジウ〈19〉（金髪の少年） - L (INFINITE)

#### 警視庁

##### 刑事部
- 西脇 吾郎警視長（刑事部部長） - 矢島健一
- 遠山警部補（殺人犯捜査第十係主任） - 野間口徹

##### 営利誘拐事件特別捜査本部
- 沼口巡査部長（殺人犯捜査第三係） - 飯田基祐
- 佐々木巡査部長（殺人犯捜査第三係） - 宮川一朗太
- 倉持巡査部長（殺人犯捜査第三係） - 猪狩賢二
- 萩島巡査 - 増田修一

##### 特殊犯捜査第二係（特二）【SIT】
- 麻井 憲介警部（係長） - 伊武雅刀
- 川俣 貞治警部補（主任） - モロ師岡
- 佐藤 伸朗警部補（交渉班主任） - 西村清孝
- 前島 景子巡査部長（交渉班 美咲の教育係） - 阿南敦子
- 藤田 幹夫巡査部長（制圧班） - 姜暢雄
- 園田巡査部長（制圧班） - 小柳友
- 新藤巡査（制圧班） - 千代将太
- 嶋田巡査（制圧班） - 江澤大樹
- 中野巡査（制圧班） - 小森敬仁

##### 特殊犯捜査第一係（特一）
- 羽野警部（係長） - 北見誠
- 柴井 健一巡査 - 永江祐貴

##### 警備部
- 太田 信之警視長（警備部部長） - 石丸謙二郎
- 小野 茂夫警部補（特殊急襲部隊(SAT) 第一小隊小隊長） - 光石研
- 橘 義博警部（特殊急襲部隊(SAT) 中隊長） - 高杉亘

##### 特殊急襲部隊第一小隊制圧一班【SAT】
- 白石 守巡査 - 遠藤雄弥
- 三上 英司巡査 - 後藤健
- 千葉 貴匡巡査 - 石井マサト

#### 児童連続誘拐事件関係者
- 田辺 利憲（誘拐された少年） - 橋本智哉
- 田辺 春子（利憲の母親） - 堀内敬子
- 岡村 和紀（人質立てこもり犯で1件目の誘拐実行犯、菊浪会系六坂組元構成員だったが15年前破門になる） - 深水元基
- 本木 沙耶華（誘拐された少女） - 大出菜々子
- 竹内 亮一（2件目の誘拐実行犯で主犯、元陸上自衛隊第一空挺団隊員） - 遠藤要
- 笹本 英明（2件目の誘拐実行犯） - 松浦健城
- 崔 光敏（2件目の誘拐実行犯） - 秦思宇
- 宇田川 舞（誘拐された少女） - 遠藤由実
- 宇田川 律子（舞の母親） - 霧島れいか
- 大沼 堅次郎（東京都知事） - 神保悟志

#### 新世界秩序【NWO】
- 宮路 忠雄（ジウの後見人。Mと呼ばれている男。不動産業の他、覚せい剤の輸入・販売を営んでいる） - 石坂浩二
- 白塗りの男（道化師） - 林佳

#### その他
- 坂上 悦子（警視庁女子寮寮母）【友情出演】 - 岸本加世子
- 木原 毅（フリージャーナリスト） - 小市慢太郎
- 門倉 岩雄（門倉豆腐店主人 美咲の父親） - 不破万作
- 門倉 峰子（美咲の母親） - 松本じゅん
- タク（歌舞伎町一番街にあるクラブのバーテンダー、第1 - 3話） - やべきょうすけ
- 江藤 久子（岡村に人質にされた自治会館の管理人、第1 - 2話） - 阿部朋子
- 中村 幸恵（竹内の妹 病気を患い手術するには多額のお金が必要、第7話） - 夏月
- 中倉 良子（宇田川邸の家政婦、第8話） - 梅沢昌代

### スタッフ
- 原作 - 誉田哲也
- 脚本 - 菱田信也
- 監督 - 片山修、藤田明二、常廣丈太
- 音楽 - 井筒昭雄
- 音楽プロデュース - 志田博英
- 主題歌 - レディー・ガガ「ジ・エッジ・オブ・グローリー」（アルバム『ボーン・ディス・ウェイ』収録）
- 警察監修 - 伊藤鋼一
- ガンエフェクト - BIGSHOT（納富貴久男）
- スタントコーディネイト - 辻井啓伺、田渕景也
- ゼネラルプロデューサー - 内山聖子（テレビ朝日）
- プロデューサー - 大江達樹（テレビ朝日）、阿部謙三（東宝） 、神戸明（東宝映画）
- 制作協力 - 東宝映画
- 制作 - テレビ朝日、東宝

### 放送日程
| 各話                                                       | 放送日        | サブタイトル                                  | 演出     | 視聴率 |
| ---------------------------------------------------------- | ------------- | --------------------------------------------- | -------- | ------ |
| 第1話                                                      | 2011年7月29日 | 交渉する女VS.闘う女                           | 片山修   | 09.4%  |
| 第2話                                                      | 2011年8月05日 | 脱げ! 女刑事VS凶悪犯…密室15分!! 体の交渉      | 片山修   | 10.0%  |
| 第3話                                                      | 2011年8月12日 | 奇妙な3つの遺体!? 監禁された女刑事の白肌      | 藤田明二 | 07.5%  |
| 第4話                                                      | 2011年8月19日 | ついに悪魔が現れた!! 裸の女刑事・衝撃の告白!! | 藤田明二 | 07.3%  |
| 第5話                                                      | 2011年8月26日 | 少女誘拐立てこもり! 命がけの潜入監禁の罠      | 常廣丈太 | 08.5%  |
| 第6話                                                      | 2011年9月02日 | 突入5秒前!! 人質の命か? 愛する人の命か?       | 常廣丈太 | 08.6%  |
| 第7話                                                      | 2011年9月09日 | お前がジウ? 姿を現したテロリスト最終決戦      | 常廣丈太 | 08.6%  |
| 第8話                                                      | 2011年9月16日 | 今夜最終章! 都知事を拉致! 犯人は女刑事!?      | 藤田明二 | 07.9%  |
| 最終話                                                     | 2011年9月23日 | 衝撃の結末 連続誘拐事件VS2人の女刑事!         | 藤田明二 | 10.1%  |
| 平均視聴率 8.66%（視聴率は関東地区・ビデオリサーチ社調べ） |               |                                               |          |        |

- 8月12、19日は「熱闘甲子園」の放送のため30分遅れの23:45開始。

### 補足
- 九州朝日放送、長崎文化放送を始めとする九州地方のテレビ朝日系列局は通常23:15 - 24:20の時間帯で放送され、ドラマ終了後にダイジェストなどが放送されるが初回については「第35回全英リコー女子オープンゴルフ第2日」が放送されるため、初回放送のみテレビ朝日と同じ23:15 - 24:15に放送。2話以降は通常編成である23:15 - 24:20に放送。
- 静岡朝日テレビは「第35回全英リコー女子オープンゴルフ第2日」が放送されるため初回放送のみテレビ朝日と同じ23:15 - 24:15に放送。2話以降は静岡朝日テレビの通常編成である23:45 - 24:45に放送。
- ABC朝日放送は「第35回全英リコー女子オープンゴルフ第2日」が放送されるため初回放送のみテレビ朝日と同じ23:15 - 24:15に放送。2話以降はABC朝日放送の通常編成である24:24 - 25:24に放送。
- 8、9話に登場した新世界秩序メンバー達のエキストラは、ミリタリー関連の装備品を持参したサバイバルゲームの愛好者などで構成された。

| テレビ朝日系列 金曜ナイトドラマ                                        | テレビ朝日系列 金曜ナイトドラマ                   | テレビ朝日系列 金曜ナイトドラマ         |
| 前番組                                                                 | 番組名                                            | 次番組                                  |
| ---------------------------------------------------------------------- | ------------------------------------------------- | --------------------------------------- |
| 犬を飼うということ 〜スカイと我が家の180日〜 （2011.4.15 - 2011.6.10） | ジウ 警視庁特殊犯捜査係 （2011.7.29 - 2011.9.23） | 11人もいる! （2011.10.21 - 2011.12.16） |